# 正木久司
正木 久司（まさき ひさし、1934年3月7日 - 1995年6月17日）は、日本の経営学者。
兵庫県高砂市出身。1967年同志社大学大学院経済学研究科博士課程満期退学、1983年「日本の株式会社金融」で立教大学経済学博士。同志社大学商学部助教授、1975年教授となる。1995年6月17日、肝不全のため61歳で死去。

## 著書
- 『日本の株式会社金融』ミネルヴァ書房 経営経済学選書 1973
- 『株式会社支配論の展開 アメリカ編』文真堂 1983
- 『日本的経営財務論』税務経理協会 1985
- 『株式会社論』晃洋書房 1986
- 『経営学講義』晃洋書房 1991
- 『株式会社財務論』晃洋書房 1993

### 共編著
- 『大企業における所有と支配』三戸公,晴山英夫共著 未来社 1973
- 『バーリ　経営学 人と学説』角野信夫共著 同文館出版 1989
- 『株式会社支配論の展開 イギリス編』編著 文真堂 1991

## 論文
- <正木久司